# Лебршнік
Лебршнік (серб. Лебршник) — гора в Боснії і Герцеговині на території Республіки Сербської і Чорногорії. Своєю більшою частиною знаходиться в общині Гацко. Її висота складає 1985 м над рівнем моря. Біля підніжжя гори знаходиться озеро Кліньє.

## Ресурси Інтернету
- Лебршнік на сайті общини Гацко (серб.). Архів оригіналу за 6 вересня 2010. Процитовано 13 листопада 2012.